# 田口奏弥
田口 奏弥（たぐち かなみ、11月10日 - ）は、日本の女性声優。静岡県出身。青二プロダクション所属。

## 人物
趣味として裁縫と散歩、特技として茶道をそれぞれ挙げている。資格として漢検準2級を持つ。
青二プロダクションの同期には草野太一と坂田将吾がいる。
猫を飼っており、名前は「マリー」。

## 出演

### テレビアニメ
- 爆釣バーハンター（2019年、かくれんバー）
- ゲゲゲの鬼太郎（第6作）（2019年、女性、唯、主婦）
- ONE PIECE（2019年 - 2021年、女の子、子供、町人、ファン、きせ川 他）
- ちびまる子ちゃん（2020年 - 2021年、子供、電話の声、子ウサギ、お民）
- デジモンゴーストゲーム（2021年 - 2023年、柏木ミカ）
- うたわれるもの 二人の白皇（2022年、給仕）

### 劇場アニメ
- 劇場版 美少女戦士セーラームーンEternal（2021年、フォボス）
- 劇場版 美少女戦士セーラームーンCosmos（2023年、フォボス）

### ゲーム
- ホップステップジャンパーズ（2019年、5紅のアンジュ[5]）
- かくりよの門-朧-（2019年、タナトス[6]、ファラ[7]）
- ゴエティアクロス（2020年、ファラ[8]）
- ORE'N（2025年、巫女モモ[9] / ala人神モモ[10]、巫女バート[11] / ala人神バート[12]）

### 吹き替え
- アナザー・ライフ（ジャナ・ブレッキンリッジウォレス〈リーナ・レナ〉）
- ぐるっと世界の子ども番組「ピチントゥン－チリの子どもたち」「最初の日」[13]

### ナレーション
- 道玄坂コネクション（テレビ東京）
- 水曜馬スペ！「お馬ｔｏにゃんこ」（2024年、グリーンチャンネル）

### ボイスオーバー
- 誰だって波瀾爆笑
- 日本賞